# Indeno(1,2,3-cd)pyren
Indeno[1,2,3-cd]pyren ist eine chemische Verbindung aus der Gruppe der polycyclischen aromatischen Kohlenwasserstoffe (PAK).
Sie wird von der IARC in Gruppe 2B, „möglicherweise karzinogen“, eingeordnet und hat die UN-Nummer 3077.
Indeno[1,2,3-cd]pyren kommt natürlich in Rohöl vor und ist als Produkt unvollständiger Verbrennung allgegenwärtig. Es findet sich beispielsweise in Zigarettenrauch, Auto- und Industrieabgasen, gegrillten Fleischprodukten und Speiseölen sowie in Böden, Grundwasser und Oberflächengewässern.
Es ist eines von 16 PAK, die von der Umweltschutzbehörde der Vereinigten Staaten von Amerika (EPA) in die Liste der prioritären Schadstoffe (EPA-Liste) aufgenommen wurden und steht auf der EU-Liste von PAK, deren Untersuchung empfohlen wird.